# Schneeammer

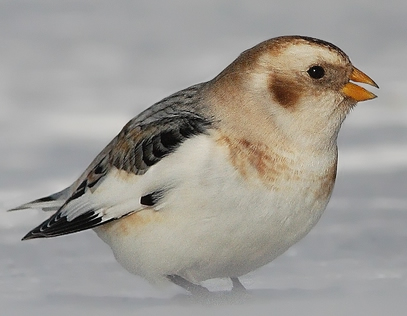
Eine weibliche Schneeammer

Verbreitung der Schneeammer:
Brutgebiete
Ganzjähriges Vorkommen
Migration
Überwinterungsgebiete

Die Schneeammer (Plectrophenax nivalis) ist eine Vogelart aus der Familie der Tundraammern (Calcariidae). Sie ist ein Vogel der nördlichen Breiten und bevorzugt Tundraflächen als Brutstätte. 

## Beschreibung
Schneeammern sind 16,5 cm lang und 26–40 g schwer und haben damit etwa die Größe eines Haussperlings. Die Flügelspannweite beträgt 32 bis 38 Zentimeter.
Adulte Männchen sind leicht an ihrem schwarz-weißen Federkleid zu erkennen. Es dauert jedoch zwei Jahre, bis sich dieses Weiß bei Jungvögeln voll ausgebildet hat. Häufig weist der Rücken auch einen Braunton auf. Die Weibchen sind mehr bräunlich, haben aber auch eine weiße Unterseite.
Die Flügel der Schneeammern sind relativ lang, ihre Schnäbel sind eher kurz.

## Lebensraum
In Europa sind Schneeammern auf den Norden beschränkt. Im nördlichen Deutschland bis Frankreich und Polen sowie im südlichen Schweden sind sie Wintergäste. Hier sind sie oft in kleinen Gruppen auf offenen Ödland und Rasen anzutreffen, manchmal besuchen sie auch das Binnenland. Im Sommer brüten sie im Fjell und in der Tundra Skandinaviens und Schottlands, meistens oberhalb der Baumgrenze. In Island sowie im mittleren Norwegen gibt es sie das ganze Jahr über.

## Gesang
In der Gruppe stoßen sie trillernde Rufe wie "tirr", "diüh" oder "tsrr" aus. Ihren Gesang hört man eigentlich nur in ihren nördlichen Brutgebieten.

## Lebensweise
Die Nahrung der Schneeammer besteht aus feineren Samen und Insekten.
Im März beginnt die Brutzeit. Jedoch sind zuerst nur die Männchen am Brutplatz, die ihre Reviere mit ihren Gesang abzugrenzen versuchen.
Fängt es jedoch wieder an zu schneien, sammeln sich die Tiere wieder in kleinen Trupps. 
Die Weibchen treffen mehrere Wochen später ein. 
Das Nest liegt zwischen Steinen oder in Felsspalten und besteht aus Halmen und Flechten. Die Innenauskleidung besteht aus Haaren und Federn.
Im Jahr gibt es ein bis zwei Bruten.

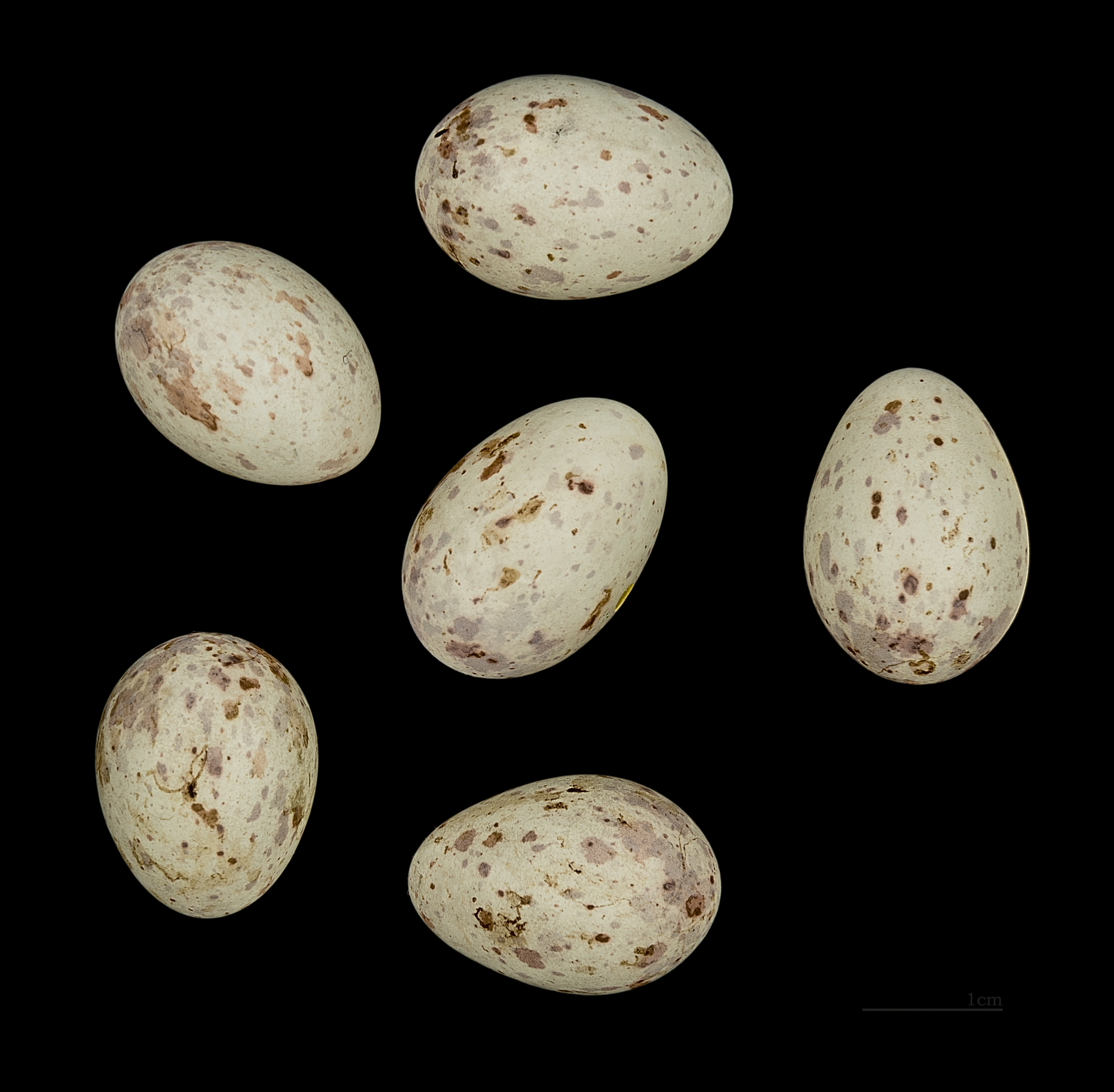
Plectrophenax nivalis

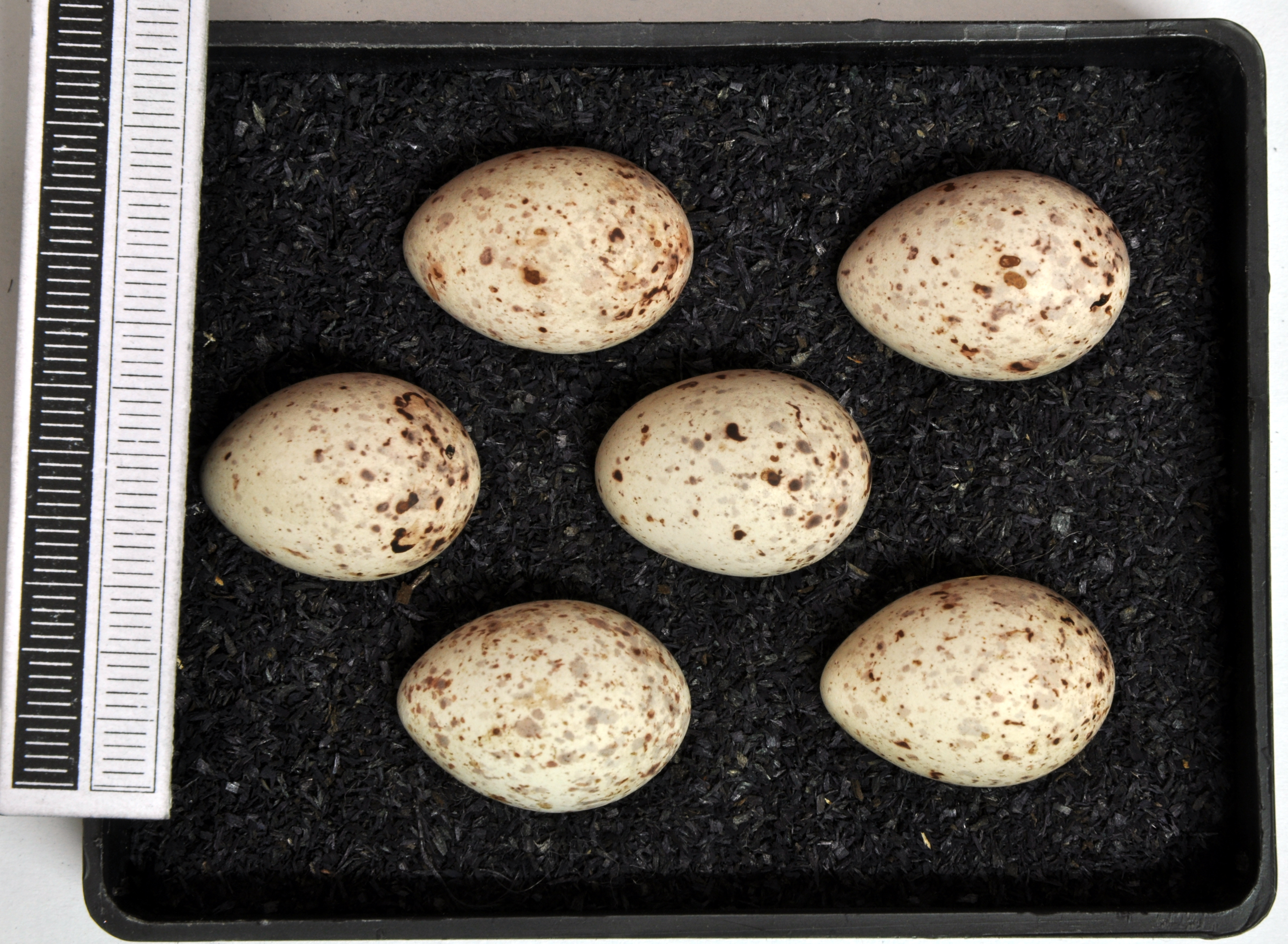
Gelege, Sammlung Museum Wiesbaden

Die Eier, 4–6 an der Zahl, sind gelblichgrau bis hellbläulich, können aber auch einen rostbraunen bis dunkelbraunen Farbton aufweisen. Sie werden 12–13 Tage lang bebrütet.

## Belege